# Albert Ferrer i Soler
Albert Ferrer i Soler (Vilanova i la Geltrú 1922-1954, Garraf) fou un prehistoriador. La seva activitat es va desenvolupar sobretot a les comarques del Garraf i del Penedès.

## Obres
- El castro antiguo de San Miguel de Olérdola (1949).
- El poblamiento ibérico del Penedés y extensiones.[1]
- Escriu a la revista Empúries dedicada al món clàssic i antiguitat tardana des de 1943 (núm. 5) fins a l'any 1954 (núm. 13),[2] articles sobre coves i jaciments prehistòrics: Les Guixeres de Vilobí i La cova del Batlle Vell de Pontons.[1]